# Tarik Bin Zijad
Tarik Bin Zijad – miasto w Algierii, w prowincji Ajn ad-Dafla.